# Sanatorio Médico Villa Carmen
El Sanatorio Médico Villa Carmen es un establecimiento de salud psiquiátrico privado en Uruguay. Ubicado en Avenida General José Garibaldi 2680, La Blanqueada, Montevideo.

## Historia
Fue fundado en 1943, inicialmente en Avenida Italia con calle Las Heras y en 1955 se traslada a su actual ubicación en la Avenida General José Garibaldi. Creado por iniciativa de Ricardo Buscasso Lemarquant y del doctor Diego Trujillo Peluffo.
El Director Técnico era Trujillo y Buscasso el practicante. El equipo también estaba formado por dos enfermeras y personal de limpieza. Las internaciones duraban varios meses debido al tipo de tratamientos realizados en aquella época, donde era usual el realizado en base a shocks insulínicos.
En 1955 el Sanatorio se trasladó a su actual ubicación en Avenida Garibaldi 2680 esquina General Urquiza, donde a sus fundadores se les une el Dr. Marcelino Buscasso Lemarquant. 
El centro de salud mental cuenta con dos áreas separadas: una femenina y otra masculina; las instalaciones son separadas para satisfacer a pacientes que solicitan absoluta reserva o privacidad de su identidad. Los pacientes son derivados de mutualistas, hospitales o pacientes en general con pase de un médico. 
Atiende de forma particular y al público en general con consultas privadas. 
Dispone de diferentes tipos de habitaciones según la mutualista uruguaya que derive al paciente, y algunas habitaciones son privadas, también tiene internación tradicional, diurna y nocturna, estacionamiento privado, áreas verdes y enfermería 24 horas al día. Es el primer centro de internación en implementar la historia clínica electrónica (HCE).
Los pacientes con problemas de drogadicción son derivados por otros hospitales y pueden permanecer cuatro semanas al año en el lugar.
Su actual director médico técnico es el doctor en psiquiatría Daniel Larrosa.